# Georg von Giech

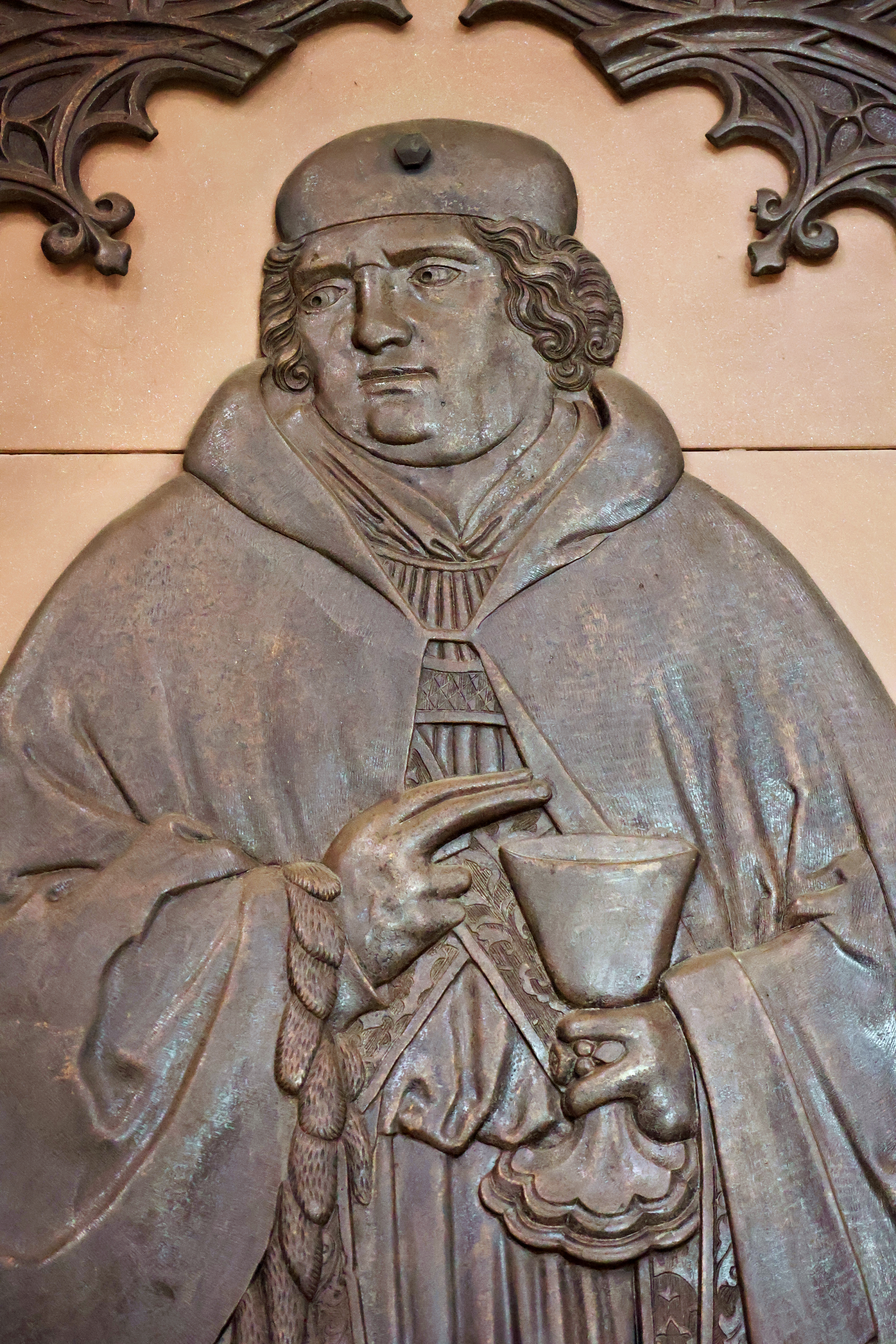
Darstellung des Dompropstes auf seiner Grabplatte

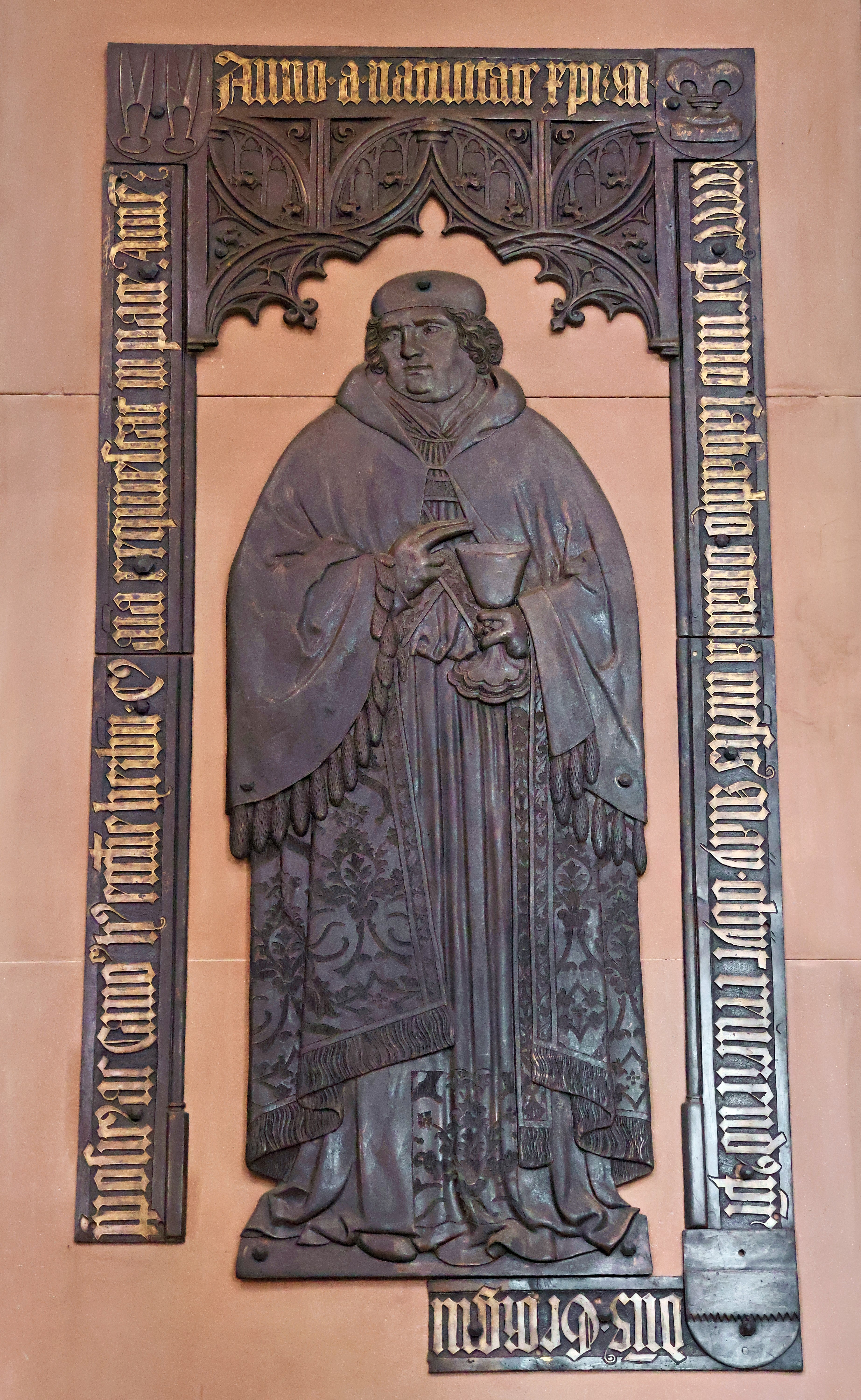
Bronzestatue von Georg von Giech.

Georg von Giech (* um 1465; † 8. Mai 1501) war Dompropst im Bistum Würzburg.

## Leben und Wirken
Georg von Giech entstammte als Sohn der Eheleute Nikolaus zu Kröttendorf und Else Neustetter gen. Stürmer dem alten fränkischen Adelsgeschlecht von Giech. Im Jahre 1454 wurde er Domherr in Würzburg und in den Jahren 1476 bis 1496 war er als Landesrichter des Herzogtums Franken tätig. Als Propst des Stifts Neumünster schenkte er am 7. März 1494 dem Domkapitel das Amt Bütthard.
Im gleichen Jahre wurde er Dompropst und blieb bis zu seinem Tode im Amt. Sein Grab befindet sich im Würzburger Dom.

## Sonstiges
Bei einer Wallfahrt im Jahre 1476, die von Hans Böhm initiiert worden war, trat Georg mit einer Falschmeldungen in Erscheinung und verbreitete das Gerücht, kriegführende eidgenössische Bauern kämen aus der Schweiz, um sich mit den Niklashäuser Wallfahrern zu verbünden und für Aufruhr zu sorgen. Diese und andere Falschmeldungen überzeugten die anfangs zögernden Stadträte und Landesherren von der vermeintlichen Gefahr, die sich hier zusammenbraute. Daher wurde den Bürgern und Landeskindern die Teilnahme an der Niklashäuser Wallfahrt untersagt.